# Zemplén InterCity
A Zemplén InterCity Budapest, Miskolc, Szerencs és Sátoraljaújhely között közlekedik, amelyet a MÁV Személyszállítási Zrt. üzemeltet. Vonatszámuk az 501–528 közötti tartomány.

## Története
A Zemplén InterCity a 2006-os menetrendváltással indult Budapest és Sátoraljaújhely között, mentesítő járatként tanítási napok utáni péntekeken és azelőtti vasárnapokon.
A 2012/2013-as menetrendváltástól InterCity minősítését elvesztette, és Zemplén Expresszként ingázott tovább. Emellett Bodrog, Lillafüred és Tisza InterCity-vonatok voltak jelen a főváros és a zempléni határváros kapcsolataként, míg a Zemplén Expresszek időközben sebesvonatokká alakultak. Ezek legtöbbjét később levágták Miskolcig.
Megújulást a zempléni régióban történt fővonali munkálatok és a 2020 októberi változások hoztak. A sebesvonatok helyét Füzesabony–Miskolc–Sátoraljaújhely viszonylatú személyvonatok; Budapest és Füzesabony között az Agria InterRégiók vették át. Ezen felül egy járatpár közvetlen maradt Füzér InterCity néven.
2020. december 13-tól a járatok megállási rendje is változott, Miskolcig a Hernád InterCityvel összekapcsolva járnak (Hernád-Zemplén IC), valamint csak Hatvanban és Mezőkövesden állnak meg (eleinte átszállási problémákat okozott az, hogy kizárólag Mezőkövesden nyújtottak erre lehetőséget). Miskolc és Szerencs között sehol; Szerencs és Sátoraljaújhely között Mezőzombor és Szegi kivételével minden állomáson és megállóhelyen megállnak.
A versenyképesség javítása érdekében a dunántúli vonalakon elsőként alkalmazott árcsökkenést eredményező rendszerszintű változtatás következő elemeként a Hernád-Zemplén IC-ken egységes árú helyjegyet vezettek be: ezeken a vonatokon a pót- és helyjegyváltási kötelezettség megszűnt, helyette a vásárlás és utazás időpontjától független, 300 forintba kerülő helyjegyet vezetett be a vasútvállalat.

## Közlekedése
A vonatjáratok Budapestről a 6:25 és 18:25; Sátoraljaújhelyről a 6:04 és 18:04 közötti időszakokban kétóránkénti ütemezettséggel indulnak, menetidejük 3,5 óra. Budapest és Hatvan között, valamint Miskolctól helyjegy nélkül igénybevehetőek.

## Vonatösszeállítás[4]
| Kocsiszám | Típus                                                |
| --------- | ---------------------------------------------------- |
|           | MÁVRT 193 villanymozdony                             |
|           | MÁV 431 villanymozdony                               |
|           | MÁV 480 villanymozdony                               |
|           | MÁV 630 villanymozdony                               |
| 31        | START Bpmee (termes másodosztályú)                   |
| 30        | START Bdmpee (termes másodosztályú+kerékpárszállitó) |
| 21        | START Bpee (termes másodosztályú)                    |

## Megállóhelyei
| 0  | Budapest-Keleti végállomás | 0 km   | 0   | S60 , S80 , G10 , G60 , G80 , Z60 , IR85 , IR87 , EC, EN, expresszvonat, gyorsvonat, IC, InterRégió, sebesvonat, személyvonat (1, 80) 5, 7, 7E, 8E, 20E, 30, 30A, 107, 108E, 110, 112, 133E, 230 23, 24 73, 76, 78, 79, 80 907, 907A, 908, 908A, 931, 931A, 956, 973, 973A, 990 |
| 1  | Hatvan                     | 67 km  | 44  | S780 , S820 , IR85 , IR87 , expresszvonat, IC, InterRégió, sebesvonat, személyvonat (80, 81, 82) 1, 2, 4, 7, 9 1306 3600, 3603, 3610, 3612, 3617, 3622, 3624, 3625, 3626, 3640, 3678, 3698, 4681, 4686                                                                          |
| 2  | Mezőkövesd                 | 138 km | 94  | expresszvonat, IC, InterRégió, sebesvonat, személyvonat (80) 1, 2B, 3 1344, 1375, 1377, 1426, 1427, 1447, 1448, 1468 3406, 3416, 3418, 3419, 3749, 4001, 4006, 4007, 4008, 4010, 4011, 4014, 4015, 4016, 4017, 4019, 4023, 4026, 4030, 4157                                     |
| 3  | Miskolc-Tiszai             | 182 km | 122 | expresszvonat, IC, InterRégió, sebesvonat, személyvonat (80, 90, 92, 94) 1, 1VP, 3, 3A, 8, 12G, 21, 30, 31, 101B, 900, 901, 935 1, 1A, 2 1383 3706, 3724, 3726, 3738, 3751, 3752, 3753, 3755, 3764                                                                              |
| 4  | Szerencs                   | 220 km | 160 | személyvonat (80, 98, 100c) 3729, 3730, 3806, 3851, 3852, 3853, 3855, 3859, 3860, 3895 |
| 5  | Bodrogkeresztúr            | 232 km | 172 | személyvonat (80) 1449 3874, 3881, 3885, 3892 |
| 6  | Erdőbénye                  | 238 km | 177 | személyvonat (80) 3868, 3874, 3885 |
| 7  | Olaszliszka-Tolcsva        | 244 km | 183 | személyvonat (80) 1449 3868, 3881, 3884, 3885, 3890, 3891 |
| 8  | Bodrogolaszi               | 250 km | 190 | személyvonat (80) |
| 9  | Sárospatak                 | 256 km | 195 | személyvonat (80) 1449 3729, 3869, 3870, 3871, 3872, 3873, 3875, 3878, 3879, 3880, 3881, 3882, 3883, 3884, 3885, 3886, 3888, 3889, 3930 |
| 10 | Sátoraljaújhely végállomás | 266 km | 205 | személyvonat (80) 1449 3729, 3870, 3900, 3901, 3903, 3907, 3909, 3919, 3920, 3923, 3925, 3929, 3930 |